# Хорматс, Роберт
Роберт Д. Хорматс (англ. Robert Hormats, род. 13 апреля 1943 года, Балтимор, Мэриленд) — американский экономист и дипломат, политолог. Вице-председатель Kissinger Associates. В 2009—2013 гг. заместитель госсекретаря по экономическому росту, энергетике и окружающей среде (Under Secretary of State for Economic Growth, Energy, and the Environment). Ранее вице-председатель Goldman Sachs.
Окончил Университет Тафтса в 1965 году со степенью бакалавра экономики и политологии. В Школе права и дипломатии Флетчера (Fletcher School of Law and Diplomacy) при том же университете получил две магистерских степени (в 1966 и 1967), а также степень доктора философии (1970) по международной экономике.
С 1969 года работал в Совете национальной безопасности. Как отмечает «Xinhua», он принимал активное участие в нормализации китайско-американских отношений в 1970-х годах при администрации Ричарда Никсона.
C 1977 г. в Государственном департаменте, до 1979 года старший заместитель помощника госсекретаря по экономическим и бизнес вопросам, затем два года служил заместителем торгового представителя США, а после в 1981-82 гг. — помощник госсекретаря по экономическим и бизнес вопросам.
Затем он оставил государственную службу, чтобы присоединиться к Goldman Sachs, став там в 1998 году управляющим директором.
В 1974 году удостоен Arthur S. Flemming Award. Кавалер ордена Почётного легиона (1982).